# Cambio climático en Kenia

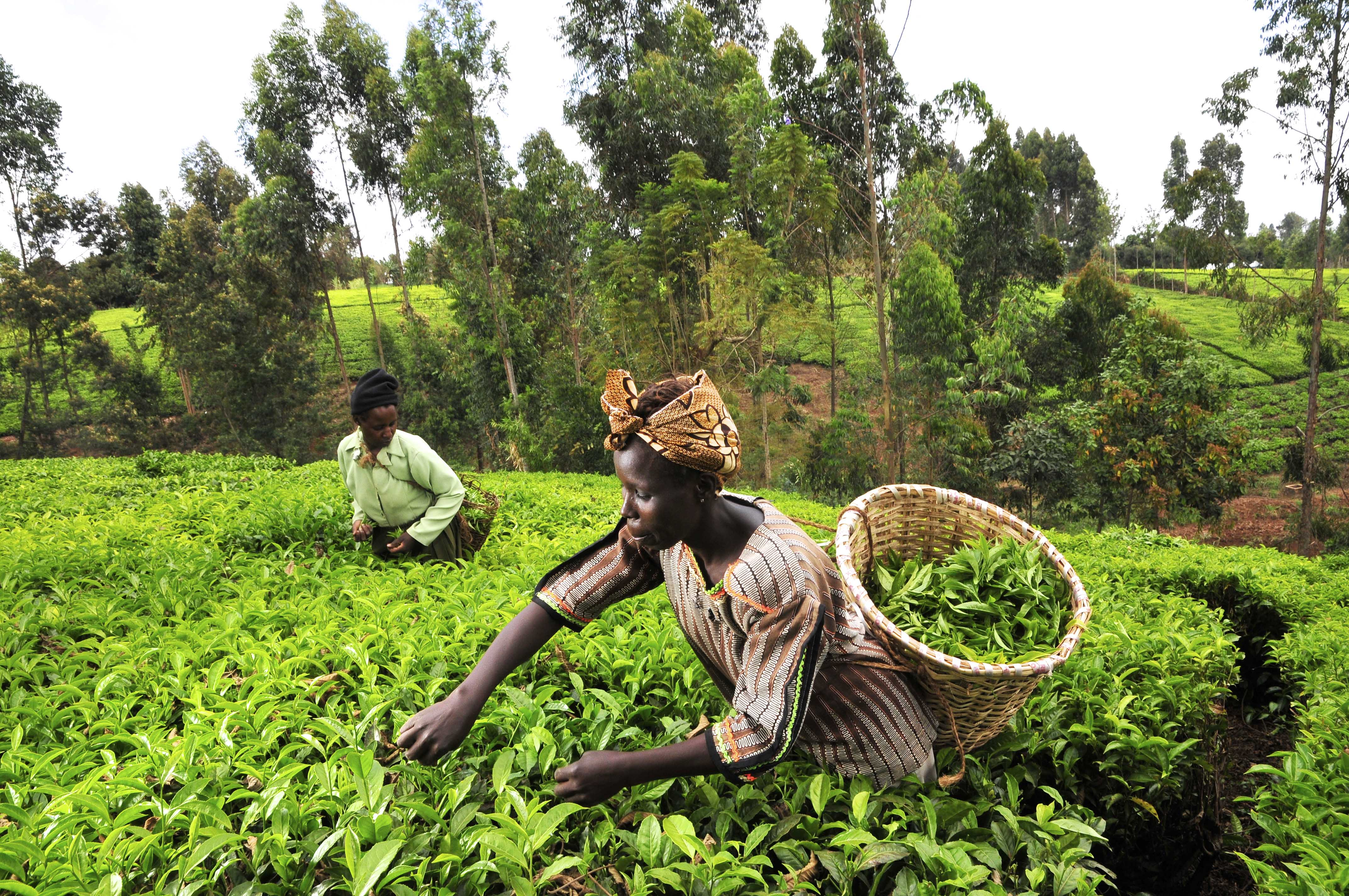
Recolectores de té en la región del Monte Kenia de Kenia, para el proyecto Two Degrees Up, para analizar el impacto del cambio climático en la agricultura.

El cambio climático en Kenia está afectando cada vez más la vida de los ciudadanos de Kenia y el medio ambiente. El cambio climático ha provocado fenómenos meteorológicos extremos más frecuentes como sequías que duran más de lo habitual, precipitaciones irregulares e impredecibles, inundaciones y aumento de las temperaturas. Los efectos de estos cambios climáticos han dificultado aun más los desafíos ya existentes con la seguridad hídrica, la seguridad alimentaria y el crecimiento económico. También corren peligro las cosechas y la producción agrícola, que representan alrededor del 33% del producto interior bruto (PIB) total. El aumento de las temperaturas, la variabilidad de las precipitaciones en las zonas áridas y semiáridas y los fuertes vientos asociados con los ciclones tropicales se han combinado para crear condiciones favorables para la reproducción y migración de plagas. Se prevé que un aumento de la temperatura de hasta 2.5 °C para 2050 aumente la frecuencia de eventos extremos como inundaciones y sequías.
Las condiciones cálidas y secas en las tierras áridas y semiáridas (ASAL) hacen que las sequías o inundaciones provocadas por cambios climáticos extremos sean aun más peligrosas. Las comunidades costeras ya están experimentando un aumento del nivel del mar y desafíos asociados, como la intrusión de agua salada. Todos estos factores afectan a las poblaciones en riesgo, como las comunidades marginadas, las mujeres y los jóvenes.

## Emisiones de gases de efecto invernadero
La mitad de la electricidad de Kenia se produce mediante energía hidroeléctrica. Sin embargo, debido a que la generación y distribución de electricidad no es confiable, algunas empresas manufactureras generan energía suplementaria con fuentes de combustibles fósiles. Las sequías y el aumento de la evaporación reducen la capacidad hidroeléctrica, lo que a su vez aumentará el uso de fuentes de energía más contaminantes.

## Impacto en el medio ambiente natural

### Cambios de temperatura y clima
El análisis de las tendencias climáticas en las zonas áridas y semiáridas de Kenia (ASAL) muestra un aumento de la temperatura y una disminución de las precipitaciones entre 1977 y 2014. Se prevé que los impactos del cambio climático serán particularmente pronunciados en las ASAL, donde la economía y los medios de vida rurales dependen en gran medida de actividades sensibles al clima, como el pastoreo y el cultivo de secano.
El aumento de las temperaturas, la variabilidad de las precipitaciones y los fuertes vientos asociados con los ciclones tropicales se han combinado para crear condiciones favorables para la reproducción de insectos y plagas. Por ejemplo, a principios de 2020, algunas partes de Kenia y los países vecinos de África Oriental enfrentaron enjambres masivos de langostas. Incluso si es difícil atribuir directamente infestaciones específicas al cambio climático, se sabe que el cambio climático es capaz de cambiar la dinámica de alimentación y brotes de algunas especies de insectos.

### Aumento del nivel del mar
Alrededor del 17% - 4600 hectáreas (11000 acres) - de Mombasa estaría amenazada por un aumento del nivel del mar de 30 centímetros.

### Impacto en los recursos hídricos

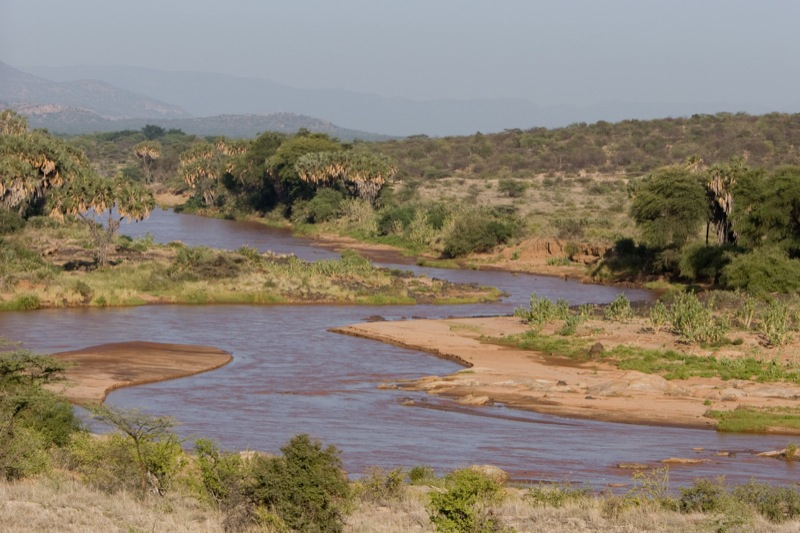
Río Shaba en la Reserva Nacional de Shaba, uno de los recursos hídricos que se verán afectados por el cambio climático en Kenia

La reposición de los depósitos de agua subterránea, una de las principales fuentes de agua potable en África, se ve amenazada por la reducción de las precipitaciones. Los niveles de lluvia entre marzo y mayo / junio disminuyeron en África oriental desde al menos la década de 1980 en adelante, y las lluvias monzónicas disminuyeron entre 1948 y 2009 en el Cuerno de África. El flujo anual de agua de los ríos que atraviesan el este de África, como el Nilo, disminuirá como resultado del cambio climático. Se espera que el aumento de la sequía y la desertificación provoquen una mayor escasez de agua dulce. Si bien las normas internacionales sugieren que debería haber 1000 m³ de agua disponibles por persona, solo 586 m³ estaban disponibles en 2010, y esto puede caer a 293 m³ para 2050. La reducción de los glaciares del Monte Kenia ha exacerbado la escasez de agua. Los ríos que alguna vez fluyeron durante todo el año debido a la escorrentía de los glaciares ahora fluyen estacionalmente, lo que agrava los conflictos por los recursos hídricos.

### Ecosistemas
El cambio climático puede alterar significativamente los servicios de los ecosistemas involucrados en la agricultura, por ejemplo, al afectar la distribución de especies, las relaciones entre especies y alterar la eficacia de los regímenes de gestión. El sector del turismo, valorado en $2500 millones, también necesita esos servicios. Se prevé que las especies de vida silvestre de Kenia se vean afectadas de diversas formas a medida que cambia el clima, y que los cambios en la temperatura y las precipitaciones afectan los eventos estacionales y la distribución de especies.
Los bosques cubren el 7.4 por ciento de la tierra de Kenia y brindan servicios que incluyen la mejora de la calidad del agua, la prevención de la erosión y la absorción de gases de efecto invernadero, además de ser hábitats para otros animales silvestres. Alrededor de 5000 hectáreas de bosque se pierden anualmente. De 1990 a 2015, la cobertura forestal se redujo en un 25% (824,115 hectáreas), lo que equivale a 33000 hectáreas por año. Esto reduce tanto los servicios ecosistémicos que brindan los bosques, incluida la disminución del rendimiento y la calidad de la madera, como la biodiversidad que sustentan. El cambio climático puede impedir la recuperación de estos bosques. Afecta adversamente la capacidad de regeneración de los bosques, limitando el crecimiento y la supervivencia de los árboles, así como aumentando la variedad de plagas y patógenos. También aumenta el riesgo y la gravedad de los incendios forestales a medida que aumentan las temperaturas y se prolongan las sequías. Otros hábitats afectados son los arrecifes de coral y los manglares, cuyos servicios ecosistémicos incluyen la protección contra las marejadas ciclónicas, brindando oportunidades para el ecoturismo y el sostenimiento de la pesca. Ambos se ven afectados directamente por el aumento de las temperaturas y el aumento del nivel del mar.

## Impacto en las personas

### Impactos económicos
Los dos sectores más importantes de la economía de Kenia, la agricultura y el turismo, son muy vulnerables a los efectos del cambio climático. Una sequía que duró de 2008 a 2011 causó daños estimados en $12100 millones. La inseguridad alimentaria causada por las sequías entre 2014 y 2022 afectó a aproximadamente 3.4 millones de personas, mientras que en 2018 unas 500,000 personas perdieron el acceso al agua.
Con una población de 48.5 millones de habitantes, Kenia es la economía más grande de África oriental y central y sirve como centro diplomático, de comunicaciones, financiero y comercial dentro de la región. El daño económico causado por la variabilidad climática y las condiciones meteorológicas extremas puede equivaler al 2,6% del PIB para 2030.

#### Agricultura y ganadería
El cambio climático ya está afectando al sector agrícola del país, que es responsable de más del 33 por ciento del PIB de Kenia y es la principal fuente de sustento para el 60% de la población. Tres cuartas partes de los productos agrícolas de Kenia provienen de pequeños agricultores. En algunas áreas de Kenia, las temperaturas pueden superar los 35 °C (95 °F), momento en el que el calor es perjudicial para el maíz, un cultivo básico en Kenia.
Kenia es uno de los mayores productores de té del mundo, y el sector del té representa aproximadamente una cuarta parte de los ingresos totales de exportación y el 4 por ciento del PIB. La industria proporciona puestos de trabajo rurales que son clave para la reducción de la migración del campo a la ciudad, pero se espera que las áreas actualmente utilizadas para cultivar té experimenten un aumento de las tensiones provocadas por el clima.
También se espera que las altas temperaturas aumenten la carga de plagas y enfermedades en los animales domésticos, especialmente en las regiones áridas y semiáridas (ASAL). Las tendencias de la ganadería en las ASAL entre 1977 y 2016 muestran que el ganado vacuno disminuyó en un 26.5%, mientras que las ovejas y cabras aumentaron en un 76% y los camellos en un 13.3%. El cambio climático podría resultar en la pérdida del 52% de la población de ganado de ASAL (o 1.7 millones de cabezas de ganado) a un costo de $340-680 millones para la economía.
Varias nuevas empresas, organizaciones sin fines de lucro y empresas están trabajando para abordar los problemas relacionados con el cambio climático.

#### Sector manufacturero
El sector manufacturero de Kenia, que produce bienes tanto para uso doméstico como para exportación, es uno de los más importantes del África subsahariana. Con casi el 10 por ciento del PIB en 2010 y empleando al 13 por ciento de la mano de obra del sector estructurado en 2012, su producción se valoró en más de 1 billón de chelines kenianos en 2014. Al consumir alrededor del 60% de la electricidad generada en el país, la fabricación produce alrededor del 10% de las emisiones de gases de efecto invernadero de Kenia.
El Plan de Acción Nacional sobre el Cambio Climático de Kenia (NCCAP) identifica algunos impactos del cambio climático en el sector manufacturero:
- Fluctuaciones de energía o apagones debido a interrupciones del suministro de energía derivadas de menores precipitaciones anuales y sequías severas.
- Mayor escasez de recursos como agua y materias primas debido a las variaciones climáticas y la creciente escasez de agua.
- Mayor riesgo de daños a la planta, los productos y la infraestructura y las interrupciones de la cadena de suministro debido a eventos climáticos extremos como olas de calor, inundaciones, sequías, ciclones y tormentas.
- Mayores costos de producción debido al suministro inestable de electricidad y mayores primas de seguros.

### Impactos en la salud
Diferentes efectos causados o agravados por el cambio climático, como el calor, la sequía y las inundaciones, afectan negativamente la salud humana. Aumentará el riesgo de enfermedades transmitidas por vectores y el agua. Se espera que 83 millones de personas estén en riesgo de contraer malaria solo para 2070, una enfermedad que ya es responsable del 5% de las muertes de niños menores de cinco años y causa grandes gastos. De manera similar, se espera que la fiebre del dengue aumente para 2070.
Entre las personas de 65 años o más, se espera que la mortalidad relacionada con el estrés por calor aumente de 2 muertes por 100,000 por año en 1990 a 45 por 100,000 en 2080. En un escenario de bajas emisiones, esto puede limitarse a solo 7 muertes por cada 100,000 en 2080. En un escenario de altas emisiones, se espera que el cambio climático exacerbe las muertes por diarrea, causando alrededor del 9% de tales muertes de niños menores de 15 años para 2030, y 13% de esas muertes para 2050. La desnutrición puede aumentar hasta un 20% para 2050. En 2009, se registró en Kenia que la prevalencia de retraso del crecimiento en niños, niños con insuficiencia ponderal y emaciación en niños menores de 5 años era del 35.2%, 16.4% y 7.0%, respectivamente.

## Mitigación y adaptación

### Políticas y legislación
La Autoridad Nacional de Gestión Ambiental del Ministerio de Medio Ambiente y Recursos Minerales (MEMR), el Comité Nacional de Coordinación de Actividades sobre Cambio Climático y el Departamento Meteorológico de Kenia en el Ministerio de Transporte son los componentes principales del marco institucional del gobierno encargados del día a día. construcción de resiliencia climática.
En 2010, el gobierno de Kenia publicó la Estrategia Nacional de Respuesta al Cambio Climático. La Ley de Cambio Climático de 2016 establece un Consejo Nacional de Cambio Climático, que está presidido por el presidente de Kenia, con autoridad para supervisar "el desarrollo, gestión, implementación y regulación de mecanismos para mejorar la resiliencia al cambio climático y el desarrollo bajo en carbono para el desarrollo sostenible desarrollo de Kenia", por los gobiernos nacionales y de los condados, el sector privado, la sociedad civil y otros.
El Plan Nacional de Adaptación (NAP) se implementó en 2015 para mejorar la resiliencia climática. El PAN contiene el Informe de Análisis Técnico de Adaptación (ATAR), que examina las vulnerabilidades económicas sectoriales, identifica las necesidades de adaptación y sugiere posibles acciones de adaptación en diferentes países. El NAP apoya el desarrollo de Planes de Desarrollo Integrado del Condado (CIPD) locales, que incluye el establecimiento de Fondos de Cambio Climático del Condado (CCCF).
El actual Plan de acción nacional sobre el cambio climático (NCCAP 2018-2022) sigue el Plan de acción nacional sobre el cambio climático 2013-2017. El plan se centra en las medidas de adaptación y mitigación que el país puede tomar, con el objetivo de un "desarrollo resiliente al clima con bajas emisiones de carbono". La Autoridad Nacional de Gestión del Medio Ambiente actúa como el organismo acreditado del país ante las organizaciones internacionales de financiación del clima, como el Fondo de Adaptación y el Fondo Verde del Clima.

## Sociedad y cultura
En las áreas urbanas, el aumento de la población y el tamaño de los asentamientos informales está exponiendo a más personas al calor, las inundaciones y la escasez de agua. Las consecuencias del cambio climático tienen impactos en comunidades marginadas, mujeres y jóvenes.
Las zonas áridas y semiáridas albergan al 38% de la población y producen el 12% del PIB. Las tasas de pobreza en las ASAL del norte se mantienen por encima del 80%, a pesar de la disminución general de las tasas de pobreza nacionales.